# Waldrennach
Waldrennach ist ein Dorf im Nordschwarzwald und ein Ortsteil der Gemeinde Neuenbürg. Auf der Gemarkung befindet sich neben dem eigentlichen Waldhufendorf noch der Wohnplatz Wirtschaft zum Grösseltal.

## Geographie
Der Ort liegt in Hanglage zwischen dem Enztal und den Höhen des Nordschwarzwaldes. Bei klarem Wetter ist die Sicht bis zu den Vogesen oder auch bis zum Dom in Speyer möglich.

## Geschichte
Am 1. Januar 1975 wurde Waldrennach nach Neuenbürg eingemeindet.

### Demographie
Einwohnerzahlen nach dem jeweiligen Gebietsstand.
| Jahr | Einwohnerzahl | weibl. | männl. |
| ---- | ------------- | ------ | ------ |
| 1852 | 356           | 191    | 165    |
| 1871 | 387           | 216    | 171    |
| 1880 | 430           | 239    | 191    |
| 1890 | 458           | 241    | 217    |
| 1900 | 538           | 293    | 245    |
| 1910 | 521           | 270    | 251    |
| 1925 | 520           | 273    | 247    |
| 1933 | 506           | 258    | 248    |
| 1939 | 469           | 242    | 227    |
| 1950 | 502           | 273    | 236    |
| 1956 | 533           | 297    | 236    |
| 1961 | 546           | 295    | 251    |
| 1970 | 654           | 358    | 296    |
| 2011 | 708           |        |        |

## Sehenswert
Von weitem sichtbar ist der Wasserturm, der auf Anfrage bestiegen werden kann und einen Rundumblick ermöglicht. Das Besucherbergwerk Grube Frischglück zeigt interessante Einblicke in den historischen Eisenerzabbau zwischen 1770 und 1866.